# 2227 Otto Struve
2227 Otto Struve là một tiểu hành tinh được phát hiện tại ở Đài thiên văn Goethe Link gần Brooklyn, Indiana bởi Chương trình tiểu hành tinh Indiana. Nó được đặt theo tên nhà thiên văn học Otto Struve (1897–1963), who discovered two asteroids himself (991 McDonalda và 992 Swasey).